# Віхляєв Володимир Вікторович
Віхляєв Володимир Вікторович (23 червня 1986 , Приазовське, Запорізька область ) — український адвокат, письменник, журналіст, громадський діяч, волонтер.

## Біографія
Народився в смт. Приазовське Приазовського району Запорізької області. 
Проживає в місті Запоріжжя. 
В 2003 році закінчив школу і переміг в конкурсі «Абітурієнт року», здобувши право на безоплатне навчання в Класичному приватному університеті, який закінчив з відзнакою в 2008 році, та отримав кваліфікації: «магістр права» та «магістр менеджменту зовнішньоекономічної діяльності».
З 2011 року є адвокатом.
З 2016 року по 2017 рік включно обіймав посаду голови Запорізької обласної організації Національної спілки письменників України. 
З 2019 року обіймає посаду проректора з правової роботи – головного юрисконсульта ректорату Класичного приватного університету.
З 2022 року є CEO Спілки адвокатів України.
Одружений. Має сина.

## Громадська діяльність
- з 2011 року:
  - член Національної спілки журналістів України;
  - член Спілки адвокатів України;
- з 2012 року - член Національної спілки письменників України;
- з 2020 до 2021 року - обіймав посаду голови Комітету з юридичної освітньої політики Асоціації адвокатів України[7];
- з 2020 року - помічник-консультант депутата Запорізької міської ради[8];
- з 2021 року: 
  - голова Комітету з розвитку та комунікації Спілки адвокатів України,
  - голова комітету адвокатської практики та підвищення кваліфікації Ради адвокатів Запорізької області[1],
  - член Науково-консультативної ради Спілки адвокатів України;
  - член Ради комітету адвокатської практики Національної асоціації адвокатів України[1];
  - член Координаційної Ради з питань запобігання та протидії домашнього насильства в м. Запоріжжі[9].

В 2022 році реалізував в якості автора, менеджера і організатора Міжнародний проєкт соціальної дії «Досвід війни: українські голоси» за підтримки Британської Ради, Європейського Союзу (в межах програми «Дім Європи») та видавництва «Саміт-книга», адміністрований ГО «Місто Активних Громадян», покликаний згуртувати українців через творчість, розповісти про митців, які переживають війну в Україні на власному досвіді. 100 митців-борців за Незалежність України (зокрема, 99 письменників: 86 – поетів та 13 – прозаїків і фотохудожник) – воїнів Збройних сил України, волонтерів, патріотів, які протистоять рашистській навалі представили свої твори про війну в Україні та поділились власним досвідом і натхненними прикладами. Всі пересічні громадяни мали змогу познайомитись і поспілкуватись на 11 онлайн-зустрічах з митцями (в т.ч. сучасниками класиками української літератури), які нині живуть серед нас, збагачуючи нашу духовну спадщину і при цьому, наближаючи нас до перемоги, як на інформаційному фронті, так і безпосередньо на полі бою або в рядах волонтерів. Результатом цих зустрічей стало видання антології творів (кращих зразків творчості митців про війну в Україні і особливий досвід, який пережив кожен учасник цього проєкту) в видавництві «Саміт-книга», упорядником та співавтором якої є Володимир Віхляєв.

## Почесні звання
- «Адвокат року» (2019 рік) за результатами Всеукраїнського незалежного професійного конкурсу, організованого Асоціацією адвокатів України[11];
- почесний професор Класичного приватного університету (2020 рік);
- «Молодий правник року» (2021 рік) за результатами Всеукраїнського конкурсу, організованого Координаційною радою молодих юристів України[12];
- академік Міжнародної літературно-мистецької академії України (2020 рік);
- член-кореспондент Академії політико-правових наук України (2021 рік)[13];
- «Особистість слова і справи» (міжнародний диплом).

## Книги

### Поезії
- Код Шевченка (2008, поезії, інтерв'ю, літературно-критичні статті)[14]. Книга включена до навчальної дисципліни «Література рідного краю» спеціальності 8.02030301 Українська мова і література у розділі «Творчість запорізьких поетів-сучасників», а питання «Філософська спрямованість збірки «Код Шевченка» Володимира Віхляєва» є одним із питань на залік [6]
- Чорний пролісок (2010, поезії, авторська пісня)[14]
- Родовий портал (2018, поезії)[14]

### Проза
- Перші кроки (2006, публікації)
- Кращі історії адвокатів (2020, оповідання (у співавторстві))[15]
- Людина без Батьківщини (2020, проза (переклад з киргизької у співавторстві))[16]

## Нагороди
Орден «За заслуги перед Запорізьким краєм» ІІІ ступеня 2019 рік.

### Всеукраїнські
- в 2020 році: 
  - подяка Міністерства освіти і науки України;
  - подяка Національної асоціації адвокатів України;
  - подяка Асоціації адвокатів України;
  - грамота Південно-Східного міжрегіонального управління Міністерства юстиції (м. Дніпро);
  - медаль УПЦ КП «За жертовність і любов до України»;
- в 2021 році: 
  - стипендія Президента України[18];
  - подяка Національної асоціації адвокатів України;
  - подяка Спілки адвокатів України;
  - нагрудний знак «За вагомий внесок у розвиток Класичного приватного університету».

### Міжнародні
- в 2019 році - премія імені Пантелеймона Куліша[19];
- 2020 році: 
  - нагорода «Діамантовий Дюк» Міжнародного багаторівневого конкурсу імені Дюка де Рішельє[20];
  - медаль Івана Мазепи[21];
  - премія «Світ Пограниччя»[22];
  - премія «Сад божественних пісень» імені Григорія Сковороди[23];
- 2021 році: 
  - премія Еміля Золя[24];
  - премія імені Миколи Гоголя «Тріумф»[25];
  - медаль Олександра Довженка[26];
- в 2022 році - премія миру «Посол миру»[27];
- в 2023 році - премія імені Роберта Бернса[28].